# HK PSG1
Pour les articles homonymes, voir PSG (homonymie).
Le HK PSG1 (Präzisions Scharfschützengewehr, « fusil de précision » en français) est un fusil semi-automatique allemand pour tireurs d'élite conçu par Heckler & Koch. Il est équipé d'une lunette à grossissement x6 et il tire des cartouches de calibre 7,62 × 51 mm Otan.

## Historique
Le besoin d'une telle arme fut ressenti après le fiasco de la Prise d'otages des Jeux olympiques de Munich lors des Jeux olympiques d'été de 1972.
L'objectif était un fusil semi-automatique (répétition automatique) de calibre 7,62 mm (pour sa très forte puissance) capable de loger le plus rapidement possible les balles de son chargeur dans une cible de 80 cm de diamètre à une distance de 300 m. 
La précision et la rapidité impliquées étaient incompatibles avec les fusils de précision de l'époque (à verrou) : meilleure précision et perte de puissance moindre que les culasses mobiles, mais lent (coup par coup). Le PSG1 est donc une arme plus polyvalente et qui rivalise avec les meilleurs fusils de précision à verrou (taille, poids et efficacité). 
Il existe des versions dites sportives pour les États-Unis, les SR9T et SR9TC.

## Description
Comme le HK G3 dont il dérive, son mécanisme est retardé et de verrouillage par galets.

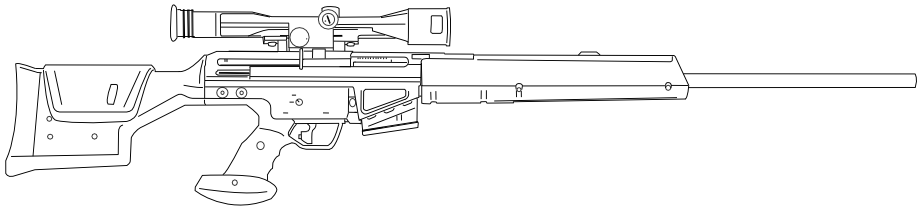
Croquis du HK PSG1.
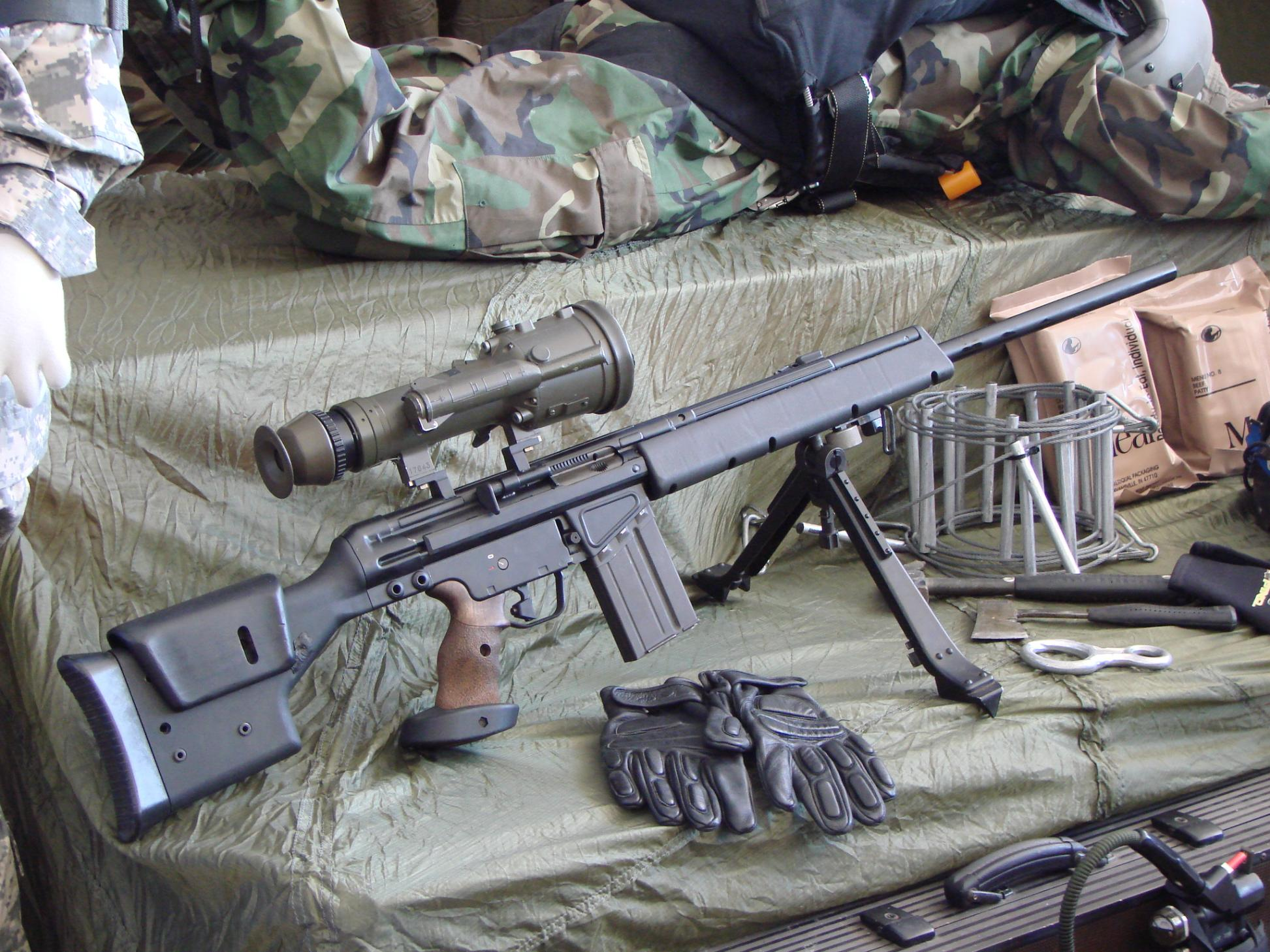
HK SR9TC.
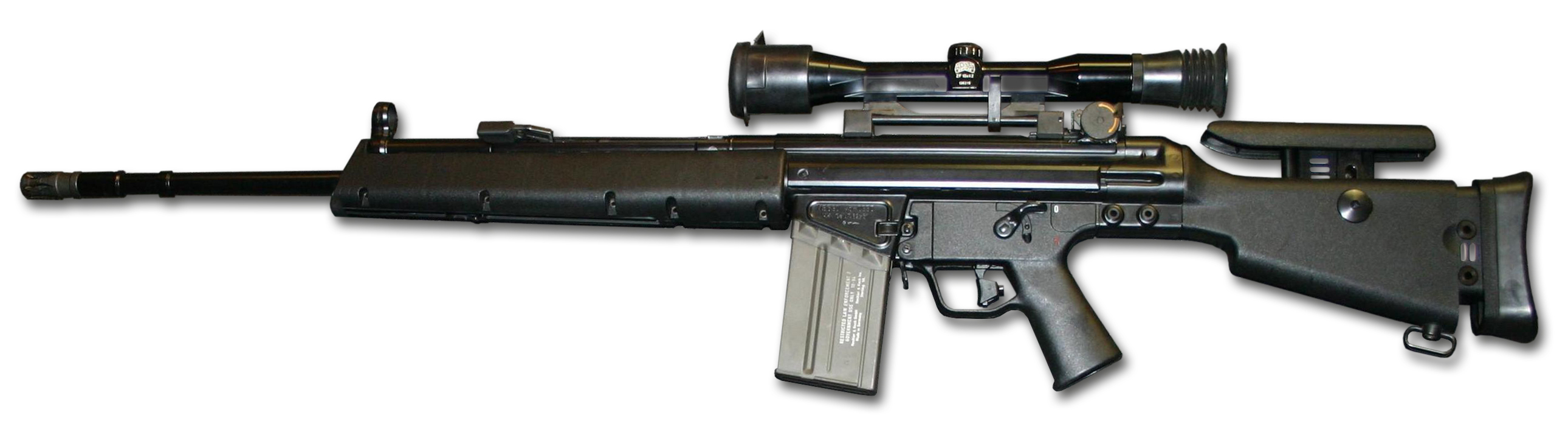
Le HK MSG90, la version militaire du PSG1[1].

## Variantes
- PSG1A1
- MSG3
- MSG90

## Utilisateurs officiels (militaires et/ou policiers)
(avril 2016).
Ce fusil de précision est en service dans les pays suivants :
| Pays         | Unité | Modèle     | Quantité | Date | Référence         |
| ------------ | --- | ---------- | -------- | ---- | ----------------- |
| Albanie      | Special forces | -          | -        | _    | [ 2 ]             |
| Brésil       | Special Forces of Brazilian Army, Air Force, Marines, COT, and many law enforcement units                                                                           | PSG-1      | _        | _    | _                 |
| Hong Kong    | Special Duties Unit | _          | _        | _    | _                 |
| Inde         | National Security Guard | -          | _        | _    | [ 3 ]             |
| Indonésie    | Komando Pasukan Katak (Kopaska) tactical diver group of the Indonesian Navy                                                                                         | MSG90      | _        | _    | [ 4 ]             |
| Indonésie    | Komando Pasukan Khusus (Kopassus) special forces group of the Indonesian Army                                                                                       | MSG90      | _        | _    | [ 4 ]             |
| Lituanie     | Lithuanian Armed Forces | MSG90A1    | _        | _    | [ 5 ]             |
| Luxembourg   | Unité spéciale de la police intervention unit of the Grand Ducal Police                                                                                             | PSG1       | _        | _    | ,                 |
| Macao        | Grupo de Operações Especiais (Macao) | _          | _        | _    |                   |
| Malaisie     | 11th Grup Gerak Khas (GGK) Counter-Terrorism Army Squad of the Malaysian Army                                                                                       | MSG90A1    | _        | _    | [ 9 ]             |
| Malaisie     | Pasukan Khas Laut (PASKAL) Maritime Counter-Terrorism Squad of the Royal Malaysian Navy                                                                             | MSG90A1    | _        | _    | [ 10 ]            |
| Malaisie     | Pasukan Khas Udara (PASKAU) Counter-Terrorism Air Force Team of the Royal Malaysian Air Force                                                                       | PSG1A1     | _        | _    | [ 11 ]            |
| Malaisie     | Pasukan Gerakan Khas Counter-Terrorism Police Squad of the Royal Malaysia Police                                                                                    | PSG1A1     | _        | _    | [ 11 ]            |
| Mexique      | Standard marksman rifle of the Mexican Army Also used by the Policía Federal                                                                                        | MSG90SDN   | _        | _    | [ 12 ]            |
| Pays-Bas     | Dienst Speciale Interventies (DSI) Unit Expertise & Operationele Ondersteuning police snipers of the Korps landelijke politiediensten Special Intervention Service. | PSG-1      | _        | _    | [ 13 ]            |
| Danemark     | Danish special forces have in a few public events in the 90'ties been photographed with MSG90 versions but they are now obsolete                                    | MSG90      | _        | _    | _                 |
| Norvège      | Hærens Jegerkommando (HJK), Army Special Forces Command and [Marinejegerkommandoen] (MJK), Navy Special Forces Command.                                             | MSG90      | _        | _    | ,                 |
| Pakistan     | Special Service Group of the Pakistan Army. Produced under license by Pakistan Ordnance Factories                                                                   | PSR90      | _        | _    |                   |
| Corée du Sud | Republic of Korea Naval Special Warfare Brigade | MSG90 PSG1 | _        | _    | [ 16 ]            |
| Espagne      | Grupo Especial de Operaciones of the Spanish police | _          | _        | _    | [ 17 ]            |
| Taiwan       | _ | _          | _        | _    | [ 18 ]            |
| Thaïlande    | Royal Thai Navy SEALs | PSG1       | _        | _    | [réf. nécessaire] |
| Royaume-Uni  | Used as a precision (sniper) rifle by specialist firearms officers in the British police                                                                            | PSG1       | -        | _    | [ 19 ]            |
| États-Unis   | Hostage Rescue Team of the Federal Bureau of Investigation | PSG1       | _        | _    | [ 20 ]            |

## Dans la culture populaire

### Littérature
Dans le roman Le Cercle des cœurs solitaires de Lotte et Søren Hammer, le PSG-1 est utilisé par un tireur d'élite de l'unité d'intervention de la police de Copenhague pour neutraliser un meurtrier ayant pris en otage des enfants dans un collège.

### Jeux vidéo
Le PSG-1 est présent dans de nombreux jeux de tir à la première personne (FPS) et jeux d'action contemporains.
- Call of Duty: Black Ops
- Call of Duty: Modern Warfare II sous le nom LM-S.
- Conflict: Desert Storm (arme du tireur d'élite Foley)
- Delta Force: Black Hawk Down (avec le DLC « Team Sabre »)
- série Grand Theft Auto :
  - Grand Theft Auto: Vice City
  - Grand Theft Auto IV
- Metal Gear Solid (utilisé par le héros Solid Snake et Sniper Wolf)
- Modern Strike Online (jeu sur mobile)
- série Resident Evil :
  - Resident Evil 5
  - Resident Evil: Revelations
- S.K.I.L.L.: Special Force 2
- série Tom Clancy's Rainbow Six :
  - à partir de Tom Clancy's Rainbow Six: Rogue Spear
- Urban Terror.